# Anthony Yeboah
Anthony „Tony“ Yeboah (* 6. Juni 1966 in Kumasi) ist ein ehemaliger ghanaischer Fußballspieler. In der Bundesliga spielte der Stürmer für Eintracht Frankfurt und den Hamburger SV.

## Karriere
Yeboahs erste Station im deutschen Profifußball war ab Sommer 1988 der Zweitligist 1. FC Saarbrücken, für den er in insgesamt 65 Ligaspielen 26 Tore erzielte. Seine beste Zeit hatte der Stürmer anschließend bei Eintracht Frankfurt: Zwischen 1990 und Ende 1994 bestritt Yeboah im Trikot der Hessen 123 Bundesligaspiele, in denen er 68 Treffer erzielte. 1993 und 1994 wurde er jeweils Torschützenkönig. 
Nach Querelen mit dem damaligen Eintracht-Trainer Jupp Heynckes, der Yeboah ebenso wie auch seine Mitspieler Jay-Jay Okocha und Maurizio Gaudino vom Spiel- und Trainingsbetrieb suspendiert hatte, wechselte der Ghanaer zu Beginn des Jahres 1995 zu Leeds United in die englische Premier League. Dort wurde er schnell zum Publikumsliebling, denn in der zweiten Halbserie der laufenden Saison traf er in 16 Spielen 13 Mal. In der folgenden Serie ließ er weitere zwölf Tore folgen und wurde in Leeds zum Spieler des Jahres gewählt.
Nachdem Yeboah wegen einer Knieverletzung und zahlreichen Abstellungen an die ghanaische Nationalmannschaft 1997 bei Leeds’ Teammanager George Graham in Ungnade gefallen war, holte ihn der Bundesligist Hamburger SV zurück nach Deutschland. Bis zum September 2001 brachte er es beim HSV auf 100 Bundesliga-Einsätze und 28 Tore. In der Saison 1999/2000 hatte Yeboah maßgeblichen Anteil am Einzug der Hanseaten in die Champions League. Seine aktive Laufbahn, die der Spielervermittler Joachim Leukel als persönlicher Berater begleitete, ließ er bei Al-Ittihad in der Qatar Stars League ausklingen.
Seit dem Ende seiner Karriere als Fußballspieler 2002 ist Yeboah mit seinem Cousin, dem früheren Mainzer Mike Osei, und mit Michael Farbmacher als Spielervermittler der Firma Anthony Yeboah Sportpromotion tätig. Zusammen mit Abédi Pelé berät er außerdem den Fußballverband Ghanas. Yeboah besitzt und betreibt mit seiner Familie zwei Hotels, eines in Ghanas Hauptstadt Accra und eines in seiner Geburtsstadt Kumasi.
Am 3. November 2008 übernahm er die Präsidentschaft beim Bechem Chelsea, Aufsteiger in die Premier League Ghana.
2012 offenbarte Yeboah sein wahres Geburtsdatum. Demnach ist er genau zwei Jahre jünger, als er angegeben hatte, und damit erst 1966 statt des zuvor angegebenen Geburtsjahres 1964 geboren. Er begründete dies damit, dass er somit schon als 17-Jähriger in Ghana bei den Herren auflaufen konnte.

## Ehrungen
1992 und 1995 wurde Yeboah zu Ghanas Fußballer des Jahres gekürt.
Seit dem 23. Januar 2013 ziert ein Abbild von Anthony Yeboah eine der zwölf „Säulen der Eintracht“ im U-Bahnhof Willy-Brandt-Platz in Frankfurt.
Die Initiative „Eine Frankfurter Hauswand wird zum Wahrzeichen für Toleranz“ widmete sich im Juni 2014 der Gestaltung einer Hausfassade zu Ehren von Anthony Yeboah. Diese befindet sich in der Nähe des Bahnhofs Frankfurt-Niederrad und zeigt Anthony Yeboah und den Spruch „Wir schämen uns für alle, die gegen uns schreien.“, den Yeboah gemeinsam mit Souleyman Sané und Anthony Baffoe 1990 in einem offenen Brief formulierte. Die Wand ist ein sichtbares Zeichen für Toleranz und gegen Diskriminierung.

## Trivia
- Yeboahs unklares Geburtsdatum kommentierte Ghanas damaliger Nationaltrainer Otto Pfister Anfang der 1990er Jahre mit: „Da hilft nur eins: Bein aufsägen und Jahresringe zählen.“
- Anthony Yeboah ist der Sketch „Anthony Sabini“ des Comedy-Duos Badesalz gewidmet.
- Nach seinem Karriereende spielte Yeboah in seiner Heimat Ghana Golf (Handicap 14)[8], unter anderem holte er den zweiten Platz der Ashfoam Trophy 2015 im BEIGE Village Golf Resort & Spa in Nkawkaw.[9]
- Sein Neffe Kelvin (* 2000) ist ebenfalls Fußballspieler.[10]